# (36792) 2000 SC23
2000 SC23 (asteroide 36792) é um asteroide da cintura principal. Possui uma excentricidade de 0.05663800 e uma inclinação de 14.44299º.
Este asteroide foi descoberto no dia 25 de setembro de 2000 por Korado Korlević em Visnjan.